# Fantagraphics Books
Fantagraphics Books, dit Fantagraphics, une maison d'édition de bande dessinée américaine fondée en 1976. Installée à Seattle depuis 1989, c'est le principal éditeur nord-américain de bande dessinée alternative
D'abord connu pour The Comics Journal et ses autres magazines consacrés à la bande dessinée, Fantagraphics se distingue à partir du début des années 1980 par la publications de nombreux auteurs de la scène alternative américaine (Peter Bagge, Daniel Clowes, Gilbert et Jaime Hernandez, Joe Sacco, Chris Ware, Jim Woodring, etc.) puis à partir des années 1990 par ses traductions de nombreux auteurs européens, de David B. et Lewis Trondheim à Thomas Ott en passant par Lorenzo Mattotti ou Max Andersson. Fantagraphics est également un éditeur patrimonial reconnu, notamment pour ses œuvres complètes de Crumb et sa réédition chronologique intégrale de Peanuts. Sous son label Eros Comics, qui l'a sauvé de la faillite dans les années 1990, c'est également un éditeur important de bande dessinée pornographique.

## Histoire
Au début des années 1970, Gary Groth lance un fanzine appelé Fantagraphics. En 1974, il rachète un fanzine nommé Nostalgia Journal avec Michael Catron. En 1976, ce fanzine devient, au numéro 37, une revue nommée The Comics Journal ce qui marque du même coup la création de la maison d'édition Fantagraphics. Kim Thompson est en 1977 la troisième personne à faire partie de la direction du journal. Le Comics Journal se distingue rapidement des autres publications du genre par la qualité de ses analyses et de ses longues interviews. Fantagraphics lance ensuite deux autres magazines : Amazing Heroes, consacré aux comic books de super-héros (1981-1992) et Nemo : The Classic Comics Library, consacré aux comic strips classiques, qui y sont réédités et analysés (1983-1989). D'abord situé dans le Maryland, la société déménage plusieurs fois dans le Connecticut, la Californie et enfin Seattle depuis 1989. Entretemps,  Michael Catron a quitté Fantagraphics en 1985. 

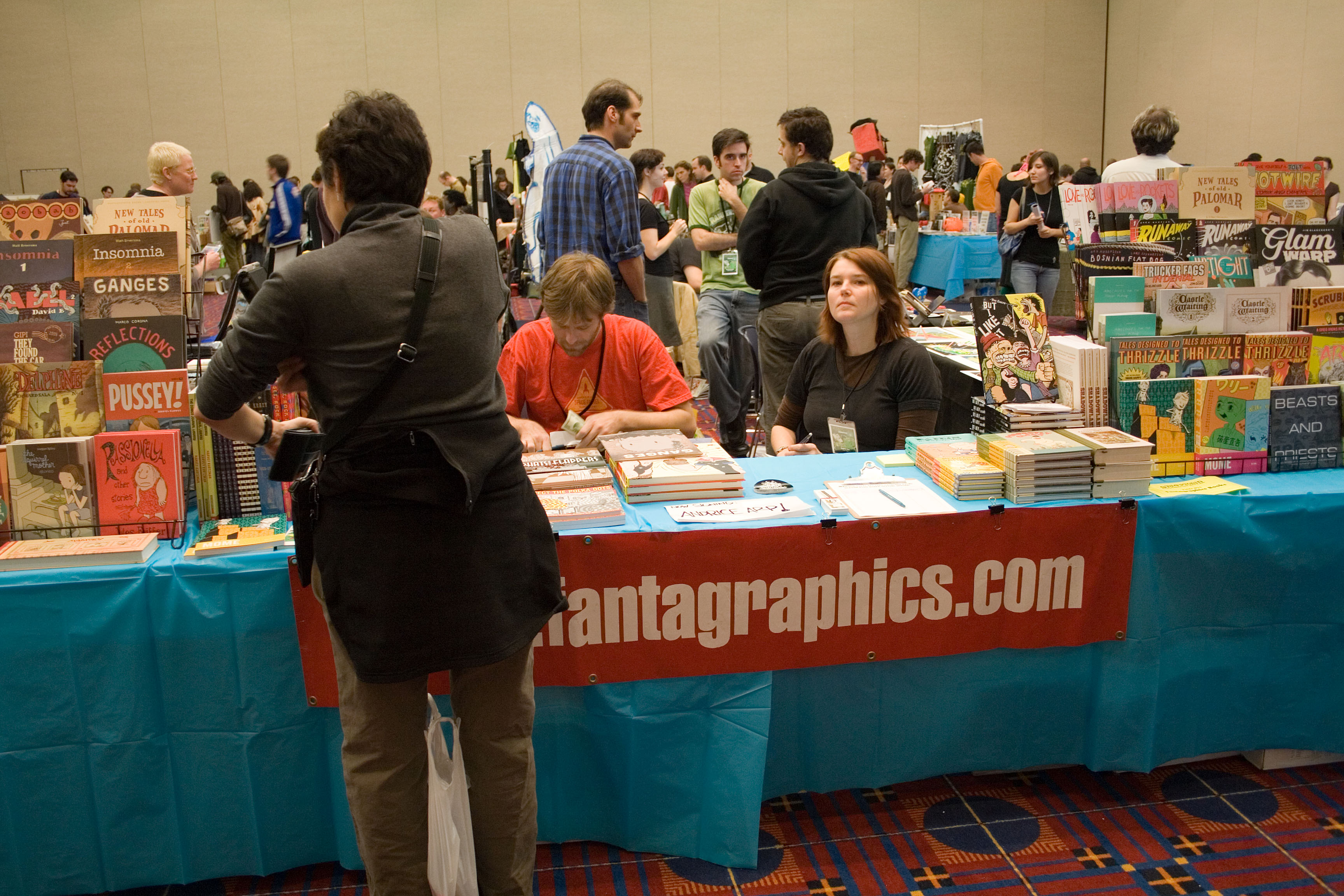
stand de Fantagraphics Books en 2006 à the Stumptown Comics Festival.

Au début des années 1980, Fantagraphics commence également à publier des comic books. Le rapide succès de Love and Rockets des frères Gilbert et Jaime Hernandez, dont le premier numéro est publié en 1982, est suivi d'autres réussites : Eightball de Daniel Clowes (1989), Hate de Peter Bagge (1990), The Acme Novelty Library de Chris Ware (1993). Le début des années 1990 est difficile pour Fantagraphics, qui n'échappe à la faillite qu'en publiant de la bande dessinée pornographique sous le label Eros Comics.

## Publications
- Toys in the Basement
- Acme Novelty Library
- Amazing Heroes - n'est plus publié actuellement
- Angry Youth Comics
- Blab
- The Comics Journal - Actualités et critiques sur les comics
- The Complete Peanuts
- Critters
- Doofus
- Eightball
- Frank
- Hate
- Jim
- Little Orphan Annie (reprint)
- Love and Rockets
- Meatcake
- Neat Stuff
- Raisin Pie
- Ghost World
- Pauvre Sydney !
- The End of the Fucking World
- The Stuff of Dreams
- Usagi Yojimbo

## Auteurs
- Stéphane Blanquet
- Alan Moore
- Arthur Burdett Frost
- Brad W. Foster
- Barry Windsor-Smith
- Basil Wolverton
- Charles Burns
- Dave Cooper
- Debbie Drechsler
- Robert Crumb
- Rafael Fonteriz
- Mack White
- Peter Bagge
- Martin Kellerman
- Tony Millionaire
- Terry LaBan
- Lilli Carré
- Jim Woodring
- Gilbert Hernandez
- Jaime Hernandez
- Jason Lutes
- Marco Corona
- Zak Sally
- Phil Elliott
- Lloyd Llewellyn
- Frank Thorne
- Joe Sacco
- Molly Kiely
- Tom Huck
- Johnny Ryan
- Vaughn Bodé
- Jacob Covey
- Kim Thompson